# Tonsina (Alaska)
Tonsina ist ein Ort und ein census-designated place (CDP) in der Copper River Census Area in Alaska in den Vereinigten Staaten. Das U.S. Census Bureau hatte bei der Volkszählung 2020 eine Einwohnerzahl von 55 ermittelt.

## Geographie
Tonsina befindet sich 15 km vom rechten, südwestlichen Flussufer des Copper River entfernt am Fuße der Chugach Mountains. Der etwa 470 m hoch gelegene Ort befindet sich etwa 52 km südsüdöstlich von Glennallen. Das CDP-Gebiet hat eine Längsausdehnung in NNW-SSO-Richtung von 32 km. Die Trans-Alaska-Pipeline verläuft entlang der westlichen CDP-Grenze. Der Richardson Highway (Alaska Route 4) durchquert den äußersten Westen des CDP-Gebietes und überquert bei Tonsina den Tonsina River. Im äußersten Nordwesten des CDP-Gebietes befindet sich der 68 ha große „Pippin Lake“. Dort zweigt der Edgerton Highway (Alaska Route 10) vom Richardson Highway nach Osten Richtung Kenny Lake CDP ab. Das Tonsina CDP grenzt im Nordosten an das Kenny Lake CDP.

## Geschichte
Im Jahr 1902 errichtete das U.S. Army Signal Corps eine Telegraphenstation in Tonsina. Tonsina wird seit dem Zensus 1980 als ein census-designated place geführt.

## Demografie
Zum Zeitpunkt der Volkszählung im Jahre 2020 (U.S. Census 2020) hatte Tonsina 55 Einwohner auf einer Landfläche von 411,79 km². Von den Einwohnern waren 47 Weiße sowie einer amerikanisch-indianischer Abstammung. Beim Zensus 2000 wurde eine Einwohnerzahl von 92 ermittelt, beim Zensus 2010 war die Zahl 78. Somit war die Bevölkerungsentwicklung der letzten Jahre rückläufig.